# Ján Klimko
Ján Klimko (* 30. července 1960, Prešov) je bývalý československý lyžař, sdruženář.

## Lyžařská kariéra
Na XIV. ZOH v Sarajevu 1984 skončil v severské kombinaci na 22. místě. Na XV. ZOH v Calgary 1988 skončil v severské kombinaci na 27. místě v závodě jednotlivců a na 6. místě v soutěži družstev. Na mistrovství světa v klasickém lyžování 1984 v Rovaniemi skončil v severské kombinaci v závodě štafet na 6. místě, na mistrovství světa v klasickém lyžování 1985 v seefeldu skončil v severské kombinaci v závodě jednotlivců na 15. místě a na mistrovství světa v klasickém lyžování 1987 v Oberstdorfu skončil v severské kombinaci v závodě jednotlivců na 7. místě.